# Carlos Nascimento (athlétisme)
Pour les articles homonymes, voir Carlos Nascimento et Nascimento.
Carlos Manuel Sampaio Nascimento (né le 12 octobre 1994 à Matosinhos) est un athlète portugais, spécialiste du sprint

## Carrière
Son record personnel sur 100 m est de 10 s 13 obtenu en juin 2018 à Braga. En 2012, il devient champion du Portugal sur 100 m (en tant que junior). Il remporte la médaille d’or du 100 m lors des Jeux européens de 2019 à Minsk.

## Palmarès
| Date | Compétition                       | Lieu      | Résultat | Epreuve   | Temps   |
| ---- | --------------------------------- | --------- | -------- | --------- | ------- |
| 2012 | Championnats du monde juniors     | Barcelone | 7e       | 100 m     | 10 s 41 |
| 2013 | Championnats d'Europe juniors     | Rieti     | 8e       | 4 x 100 m | 40 s 94 |
| 2015 | Championnats d'Europe espoirs     | Tallinn   | 8e       | 100 m     | 10 s 58 |
| 2018 | Championnats d'Europe             | Berlin    | 7e       | 4 x 100 m | 39 s 07 |
| 2019 | Jeux européens                    | Minsk     | 1er      | 100 m     | 10 s 26 |
| 2019 | Universiade                       | Naples    | finale   | 100 m     | DNS     |
| 2019 | Championnats d'Europe par équipes | Sandnes   | 1er      | 100 m     | 10 s 64 |
| 2021 | Championnats d'Europe en salle    | Toruń     | 5e       | 60 m      | 6 s 65  |

## Records
| Épreuve | Épreuve   | Marque  | Lieu   | Temps           |
| ------- | --------- | ------- | ------ | --------------- |
| 60 m    | En salle  | 6 s 63  | Pombal | 20 février 2016 |
| 100 m   | Plein air | 10 s 13 | Braga  | 20 juin 2018    |